# Metamizol
Metamizol  is een krachtige pijnstiller en koortsverlagend middel dat onder namen als Algozone, Algocalmin, Analgin, Dipirona, Novalgin, Neo-Melubrina en Optalgin op de markt wordt gebracht. Metamizol werd in 1920 door Hoechst AG gesynthetiseerd en twee jaar later op grote schaal op de markt gebracht. Toen bekend werd dat metamizol een risico op agranulocytose met zich mee bracht werd het na 1970 veel minder toegepast.
In Nederland werd het veelgebruikte combinatiepreparaat Buscopan compositum in 1989 uit de handel gehaald. Metamizol injectie is in Nederland nog geregistreerd als Novalgin injectie. Het wordt nog gebruikt als pijnstiller in de anesthesiologie. In België is het zowel in orale (druppels en tabletten) als in inspuitbare vorm beschikbaar, intraveneus en intramusculair.
In 2022 is naast de injectie ook de orale vorm van metamizol alsnog geregistreerd in Nederland als sterke pijnstiller voor de maximale duur van 14 dagen in een klinische omgeving.
Nederlandse anesthesiologen hebben aangedrongen op een debat over herziening van het gebruik van het medicijn in het land. Richting meer flexibiliteit en versoepeling van de regels. Aangezien de incidentie van agaranulocitosys in Nederland rond de 1 op 1 miljoen ligt (vergelijkbaar met Italië, Spanje en Zuid-Amerikaanse landen, wordt het in sommige gevallen op recept verkocht). De discussie gaat ook over de pijnstillende voordelen te midden van de opioïdencrisis. Het debat heeft nooit echt plaatsgevonden. En er is resistentie vanuit farmaceutische regelgevende instanties. Tot op heden (2025) wordt het medicijn nog steeds alleen voorgeschreven in een ziekenhuisomgeving of door een anesthesioloog.
Sommige onderzoeken melden dat Metamizole even effectief is als Tramadol.
In de diergeneeskunde wordt het natriumzout met butylscopolamine (tegen spasmen) onder meer toegepast bij koliek in Buscopan compositum.